# Chowdenahalli, Piriyapatna
Chowdenahalli là một làng thuộc tehsil Piriyapatna, huyện Mysore, bang Karnataka, Ấn Độ.